# Wim Hora Adema
Wim Hora Adema   (Leeuwarderadeel municipal council, 14 de juliol de 1914 - Amsterdam, 10 de desembre de 1998) fou una escriptora holandesa de literatura infantil i feminista, cofundadora d'Opzij, una revista mensual feminista radical creada el 1972. És una de les activistes més rellevants de la segona onada del feminisme holandés.

## Biografia
Adema començà la seua carrera en el diari liberal d'Amsterdam Algemeen Handelsblad. El 1939 fou l'editora de la secció nacional i hi treballà fins al 1941, quan va dimitir com a protesta contra les mesures antijueves preses en el diari. Durant la Segona Guerra Mundial, participà activament en la resistència holandesa, i contactà amb el grup que publicava Het Parool, un diari de resistència il·legal.

### ParooliVoor de vrouw: 1940 al 1950
En acabar la guerra, Het Parool la contractà com a editora de notícies nacionals. Al 1948, Gerrit Jan van Heuven Goedhart, editor en cap de Het Parool, li va encarregar editar una pàgina dirigida a dones i xiquets, anomenada "Voor de vrouw" (maar voor haar niet alléén... ) (per a les dones, però no sols per a elles"), i també va publicar ressenyes de llibres infantils. Compartia taula de redacció amb autors com ara Gerard Reve, Henri Knap i Simon Carmiggelt, i era una de les persones d'Amsterdam al voltant de les quals se centrava la vida literària. Entre els qui col·laboraren en aquesta "llegendària" secció hi havia Hora Adema, i escriptores i periodistes com Annie MG Schmidt, Jeanne Roos i Harriët Freezer. Durant quasi 20 anys, Fiep Westendorp va il·lustrar la columna amb dibuixos en blanc i negre que palesaven la situació social de les dones. Adema va treballar per al Het Parool vint-i-dos anys, i col·laborà així amb dones autores i il·lustradores, com ara Schmidt, Westendorp, Freezer, Hella Haasse i Mies Bouhuys. El 1968 l'editor en cap Herman Sandberg l'acomiadà, la qual cosa va causar renou i fins i tot provocà l'acomiadament d'un editor en Vrij Nederland.

### Activisme feminista iOpzij, 1960 i després
En la dècada dels 1960, Hora Adama cridà l'atenció escrivint columnes de diaris feministes. Amb Hedy d'Ancona, Joke Smit, Hora Adema fundà Man Vrouw Maatschappij (MVM), un grup d'acció feminista radical considerat la primera organització holandesa de feminisme de la segona onada i actiu fins que es dissolgué al 1988.
El 1972 cofundà la revista mensual feminista radical Opzij (Mou-te) al costat de la política i sociòloga Hedy d'Ancona. Opzij és l'única publicació que ha sobreviscut a la segona onada feminista holandesa i té un important nombre de seguidores. El 1972, la revista imprimia 1.700 exemplars mensuals; el 1992, n'havia augmentat a 65.000, havent passat "d'un fullet feminista radical a una revista d'opinió feminista liberal amb una gran dosi d'interés humà". El 1992, d'Ancona i Adema van rebre l'anell Harriët Freezer, un premi atorgat als qui contribueixen a l'emancipació feminista, pel treball en Opzij i altres contribucions. Al 2007 imprimia més de 94.000 exemplars al mes, tot i que hui es considera una revista més convencional, que se centra més en l'opinió general que en l'activisme.